# اختلال الصيغة الصبغية
اختلال الصيغة الصبغية أو اللاتضاعف 

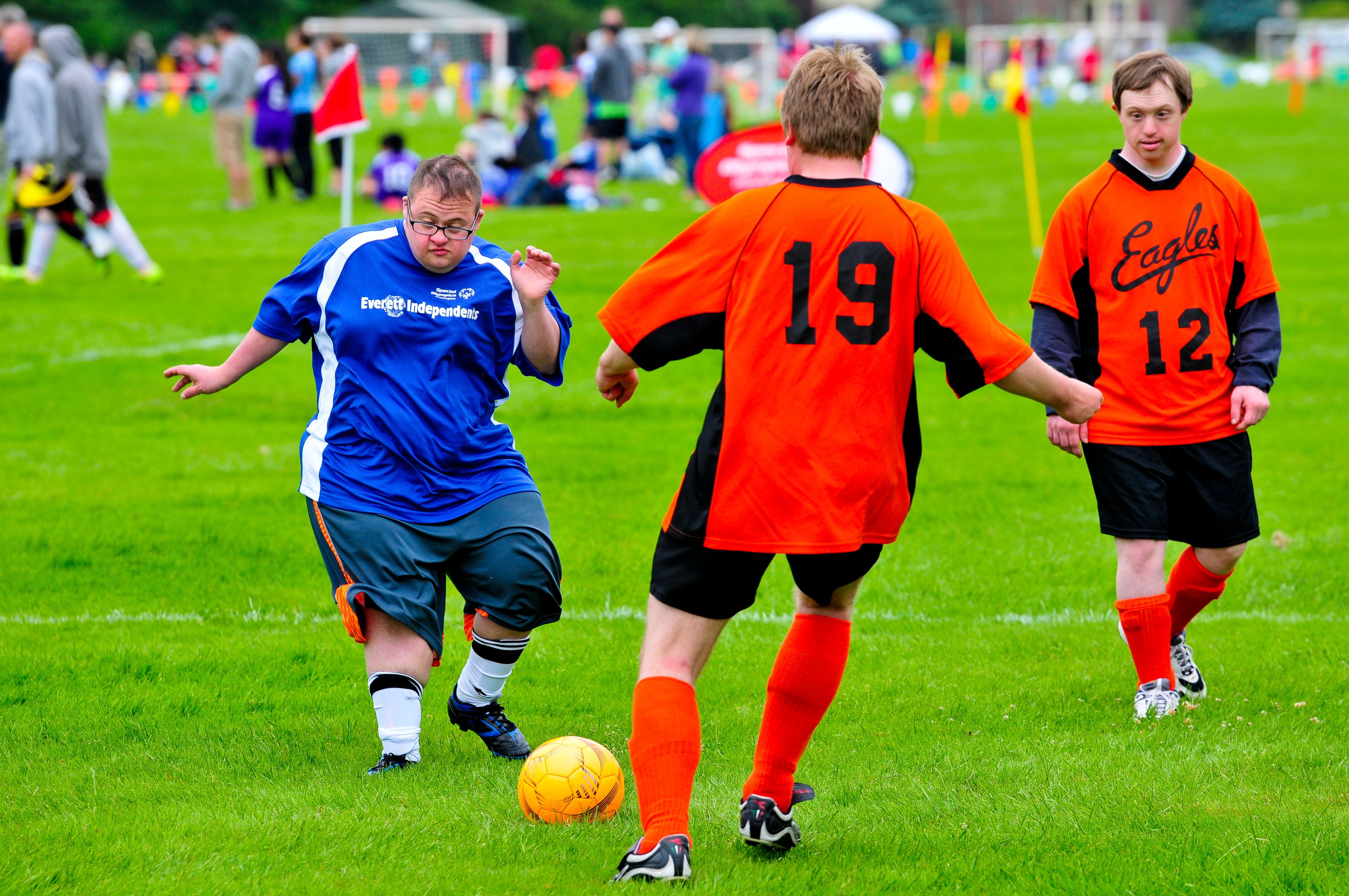
لاعبو كرة قدم بعضهم مصاب بمتلازمة داون (البلاهة المنغولية).

أو  إختلال الصيغة الكروموسومية (بالإنجليزية: Aneuploidy)‏ هي الحالة التي فيها يكون عدد الصبغيات غير طبيعي نسبة إلى زيادة أو نقصان في عدد الصبغيات، وبكلمات أخرى هي الحالة التي تخص الصبغيات عندما يكون عددها ليس من مضاعفات عدد صبغيات خلايا الأمشاج. خلايا الجسم الاعتيادية لها 2س من الصبغيات، بينما خلايا الامشاج لها س من الكروكوسومات. بينما يكون للأفراد في حالة اختلال الصيغة الصبغية 2س-1 من الصبغيات «احادي الصبغي»، و 2س+1 من الصبغيات «ثلاثي الصبغيات» أو «نسختاني» (بالإنجليزية: diploid)‏.
أي تغيير يحصل لعدد الصبغيات بأمكانه أن يؤدي إلى حدوث أمراض «الأمراض المرتبطة بالصبغيات».
اختلال الصيغة الصبغية يكون شائع في الخلايا السرطانية.

## أنواع اختلال الصيغة الصبغية الأكثر شيوعاً

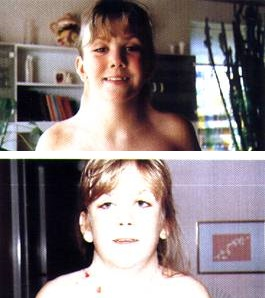
فتاة مصابة بمتلازمة تيرنر قبل وبعد عملية جراحية لتعديل شكل الرقبة.

1. أحادي الصبغي: في هذه الحالة يوجد صبغي واحد من زوج الصبغيات الموجودة في خلية النواة. الحالة الجزئية لمرض احادي الكروموسوم يحدث عندما يكون هناك نسخة مفقودة الصبغي، تسمى حالة autosom ، أو كذلك عندما يكون X-Chromosom مفقودا في الرجل - فلا يكون الطفل قادرا على الحياة. وفقدان عدة أوتوسومات تؤدي عادة إلى إعاقة لو كان الشخص قادرا على الحياة. (الصبغيات تكون في العادة ثنائية).
2. أحادي الصبغي Monosomy X (متلازمة تيرنر) نقصان كروموسوم إكس عند المرأة.
3. ثنائي الصبغي: هو وجود زوج من الصبغيات. للكائنات الثنائية الصبغيات كالأنسان (تلك هي الحالة المعتادة)؛ يمكن أن يُشار للأمشاج بأنها أحادية الصبغيات. (وجود اختلال في عدد الصبغيات يسمى aneuploidy.)
4. ثلاثي الصبغيات: هو وجود ثلاثة صبغيات بدلاً من صبغيين. ولهذا فإن وجود صبغي زيادة في صبغي 21 يُسمى صبغي 21 الثلاثي.
5. صبغي 8 الثلاثي (Trisomy 8): وجود الكروموسوم 8 في شخص مكررا ثلاثة مرات في جميع خلاياه أو في جزء من خلاياه.
6. صبغي 9 ثلاثي (Trisomy 9): وجود الكروموسوم 9 في شخص مكررا ثلاثة مرات في جميع خلاياه أو في جزء من خلاياه.
7. صبغي 18 ثلاثي (Trisomy 18): وجود الكروموسوم 18 في شخص مكررا ثلاثة مرات في جميع خلاياه أو في جزء من خلاياه، يسمى (متلازمة إدوارد).
8. متلازمة كلاينفيلتر: يوجد كروموسوم X في رجل مرتين (في العادة يوجد مرة واحدة).
9. Poly-X-Syndrom: كروموسوم X في امرأة يوجد متعددا (في العادة يوجد في المرأة 2 كروموسوم X). وكثيرا ما يحدث وجود ثلاثة منه (Triple-X-Syndrom).
10. XYY-Syndrom : وجود Y-Chromosom في رجل مرتين.

تكون خلايا السرطان عادة أنيوبلويد (أي يكون عدد الكروموسومات فيها مختل). وتجري البحوث لمعرفة عما إذا كانت غختلال عدد الكروموسومات في الخلية السرطانية هي سبب مرض السرطان أم ناتجة عن مرض السرطان.

## اختلال الصيغة الصبغية الجزئي
إن مصطلحات «أحاد الصبغي الجزئي» و «تثلث الصبغي الجزئي» هي تستعمل لوصف خلل في العوامل الوراثية التي تسببها خسارة أو ربح جزء من الكروموزوم. على وجه الخصوص، تستخدم هذه المصطلحات في حال وجود إزفاء غير متوازن، حيث أن الفرد يحمل كروموزوم المشتقة الذي يشكل من خلال كسر وانصهار اثنين من الكروموزومات المختلفة. في هذه الحال يكون للفرد 3 نسخ كجزء من كروموزوم.
Aneuploidy

## اقرأ أيضا
- الدنا
- مشروع الجينوم البشري
- قائمة معلمات Y-STR
- خزعة الجسم القطبي